# 阿尔及利亚共产党
阿尔及利亚共产党（阿拉伯语：‎）是阿尔及利亚的一个已不存在的共产主义政党。
1926年，法国共产党阿尔及利亚支部成立。1936年10月，在阿尔及利亚共产党人特别大会上宣告独立建党。成立伊始，该党就把推翻法国在阿尔及利亚的殖民统治，实现民族独立和解放作为首要任务。
在第二次世界大战中，阿尔及利亚共产党积极开展反对德国和意大利法西斯、以及法国维希政府的斗争。1939年，该党被法国殖民当局禁止活动，于是转入地下。1943年，该党恢复合法活动。1946年，该党发表宣言，强调联合一切民主力量，消灭殖民政权，建立民主共和国。1951年，该党倡议建立了阿尔及利亚保卫和尊重自由阵线。1954年，该党积极参加了阿尔及利亚民族解放阵线发动的武装起义。
1962年7月阿尔及利亚独立后，阿尔及利亚共产党获得合法地位，积极支持民族解放阵线领导人艾哈迈德·本·贝拉的民主改革政策。1964年，依据阿尔及利亚当局的一党制政策，该党被禁止活动并解散。1966年，原来的阿尔及利亚共产党人另外成立了社会主义先锋党。